# CSX
A CSX német memóriamodul-gyártó cég. Alapításának éve: 1996. Teljes név: Compustocx Gmbh. A CSX nem túl ismert név a memóriagyártók között, mivel működésük első 10 évében erősen hanyagoltak mindennemű marketingtevékenységet. Ennek ellenére néhány év alatt Európa első számú Apple Upgrade cége lett.

## Apple-modulok
A kezdeti időszakban szinte csak Apple számítógépekhez való modulokat gyártottak, ennek sikere folytán új területekre is betörhettek. Az Apple modulok mellett elsősorban professzionális és ipari felhasználású termékek gyártásába fogtak, mivel ilyen típusú gyártókból igen kevés van a világon. Termékeik között mindenféle szerverbe való memóriamodul megtalálható, ECC, ECC REG, illetve FB-DIMM RAM-ok is. Régebbi gépek fejlesztéséhez is biztosítanak, SD de még EDO RAMokat is különböző méretekben, 30 pinestől 240 pinesig.

## Professzionális felhasználásra szánt modulok
Ezen kívül ipari felhasználásra is gyártanak memóriát. Ezek tulajdonsága, hogy az átlagosnál jóval megterhelőbb környezetben (jóval magasabb hőmérséklet, magas pára- vagy portartalom) is stabil működést biztosítanak. Ezeket különböző méretekben is gyártják: a szabvány 1,25 inches méret a legnagyobb és 0,8 inch a legkisebb PCB méret. Ilyen modulokat ipari nyomtatókba és egyéb számítógép-vezérelt munkagépekbe szánnak. (30pin SIMM EDO, 72pin SIMM EDO, 100pin DIMM EDO/SD/DDR stb.)

## Asztali gépekbe szánt modulok
2007 második felében nyitottak az asztali gépek piacára is, ahol is egyből három termékcsaládot mutattak be. A legolcsóbb Value, játékosoknak szánt OverClocking szériát, illetve az extrém tuningosoknak szánt Diablo modulokat. Ez utóbbi modul gyárilag igen magas, 1200 MHz-es frekvenciára van hitelesítve, Micron D9GMH chipeket és a világon elsők közt 8 rétegű PCB-t kapott (első a Geil Black Dragon volt). Jellemző a CSX memóriamodulokra a kiemelkedő megbízhatóság és nemritkán az élettartam-garancia. Emellett az áruk is rendkívül kedvező a piacon.